# Rhipidolestes okinawanus
Rhipidolestes okinawanus är en trollsländeart som beskrevs av Syoziro Asahina 1951. Rhipidolestes okinawanus ingår i släktet Rhipidolestes och familjen Megapodagrionidae. IUCN kategoriserar arten globalt som starkt hotad. Inga underarter finns listade i Catalogue of Life.